# Максим Мизов
Максим Николаев Мизов е български социолог, професор, доктор на социологическите науки и доктор по философия. Разработва проблемите на аксиологията, етиката, политологията, етническите малцинства и други.

## Биография и дейност
Роден е през 1953 година. Негов баща е Николай Мизов, определян като един от най-активните и агресивни автори на антирелигиозната пропаганда на тоталитарния комунистически режим. Брат е на социолога Бойко Мизов.
През 1977 година завършва философия с профил социология в Софийския държавен университет. Кандидат на науките (днес – доктор по философия) (1982). Доцент (1988). Доктор на социологическите науки с дисертация на тема „Социалнопространствени позиции на българските роми“ (2008). Професор. Директор на Центъра за исторически и политологически изследвания и научен секретар на Национален политически институт. Бил е хоноруван преподавател в Славянския университет и в УНСС, катедра „Политология“, а също и в УниБИТ. Член на редакционните колегии на списанията „Ново време“ и „Етически изследвания“, както и главен редактор на списание „Политически хоризонти“.

## Публикации
Автор на 84[източник? (Поискан преди 28 дни)] монографии (13 в съавторство)[източник? (Поискан преди 28 дни)] и на повече от 490[източник? (Поискан преди 28 дни)] студии, брошури и статии в научно-теоретически сборници и списания. Съставител и научен редактор на 55[източник? (Поискан преди 28 дни)] теоретични сборника и колективни монографии. Авторските му монографии от 2003 г. до днес са следните:
- „Ромите в социалното пространство“, Парадигма, 2003, 338 стр. ISBN 954-9536-77-7
- „Циганите и комуникацията (вербални и невербални аспекти)“, 2004, ISBN 954-326-010-9
- „Политическите графити (Авантюрите и премеждията на политизирания почерк)“, 2005
- „Мистериите на политическите графити“, 2005, ISBN 954-323-117-6
- „Димитър Благоев и заветите му към нашето време“, 2007
- „Майстора и Словото“, Авангард Прима, 2007, 404 стр. ISBN 978-954-323-320-5
- „Политическите графити и войни на езиците“, Авангард Прима, 2008, 354 стр. ISBN 978-954-232-389-2
- „Властта на спомените и/или спомените като власт“, 2008, ISBN 978-954-323-422-6
- „Политическите предразсъдъци (политологически ескизи)“, Авангард Прима, 2009, 300 стр. ISBN 978-954-323-557-5
- „Българският етнически модел – мит или реалност?“, 2010, в съавторство с Богдана Тодорова ISBN 978-954-323-668-8
- „Ахмед Доган и българският етнически модел“, ИК „Земя“, 2010, 394 стр. ISBN 978-954-92646-1-6
- Носталгията. Размисли и есета, Авангард принт, 2011, 300 стр. ISBN 978-954-323-881-1
- Българският етнически модел, Изд-во „Земя“, ISBN 978-954-92646-4-7.
- Греховете на мултикултурализма и българският етнически модел, 2012, Том I, ISBN 978-954-323-978-8.
- Греховете на мултикултурализма и българският етнически модел, 2012. Том II, ISBN 978-954-323-978-8.
- Потайностите на партийно-политическото поклонничество, 2012, ISBN 978-619-160-038-0.
- Политическият цинизъм, 2012, ISBN 978-619-160-192-5.
- Гражданските протести на 2013 г. Множествата против Народа, 2014, ISBN 978-1-6916-0269-8.
- Метаморфози на политическия цинизъм, 2014 ISBN 978-954-320-460-1.
- Гражданските протести – 2013 г. Февруари срещу Юни, 2014 ISBN 978-619-160-332-9.
- Бъдещето на религиите. – 2014, в съавторство с Б. Тодорова, Д. Дамянова, Ж. Донкова, И. Желев и Н. Димитрова. ISBN 978-619-160-339-8.
- Политическият остракизъм. – 2014. ISBN 978-619-160-634-0.
- Политическата цензура. – 2014. ISBN 978-619-160-408-1.
- Анатомия на политическата забрава. – 2016, ISBN 978-619-160-613-9.
- Политиката като обоняние и парфюмерия. – 2016, ISBN 978-619-160-614-6.
- Политизираното тяло. – 2016. ISBN 978-619-160-681-8.
- Мистериите на политическия вкус. 2017. ISBN 978-619-160-736-5
- Политическите вкусове в прехода. 2017. ISBN 978-619-160-801-0
- Тайните на политическия слух. 2017. ISBN 978-619-160-802-7
- Проблеми на ромската интеграция. 2017. ISBN 978-954-2982-11-1 (В съавторство с А. Накова, Б. Хюсейнов, В. Миленкова и Т. Неделчева).
- Политическата демагогия. 2018. ISBN 978-619-160-977-2. Второ издание, печатно.
- Политическият вандализъм. 2018. ISBN 978-619-160-979-6. Второ издание, печатно.
- Политическите слухове – вечното оръжие на/срещу властта. ISBN 978-619-160-978-9. Второ издание, печатно.
- Българският етнически модел – има ли го още?. 2018, второ издание, ISBN 978-619-239-089-1 (в съавторство с В. Миленкова, Н. Велчева, Т. Неделчева).
- Виртуални светове, социални мрежи, хуманизъм. 2018, второ издание, ISBN 978-619-239-092-1 (в съавторство с А. Димитров, Д. Сотирова, М.Димова, С. Минева, Х. Проданов).
- Паралелната държава в прехода. 2019, второ издание – печатно, ISBN 978-619-239-171-3
- Политическите езици в „прехода“ към демокрация. 2019, Том 1, второ издание – печатно ISBN 978-619-239-231-4
- Политическите езици в „прехода“ към демокрация, 2019, Том 2, второ издание – печатно ISBN 978-619-239-226-0
- Политическият имидж и преходните му еквилибристики. 2020, второ издание – печатно ISBN 978-619-239-344-1
- Макиавели и владетелите на „прехода“. 2020, второ издание – печатно ISBN 978-619-239-377-9
- Европейските течения – оттук накъде?. 2020 в съавторство с А. Тодоров и др. ISBN 978-954-8885-42-3
- Антонио Грамши за политиката. 2020, Том 1, второ издание – печатно, ISBN 978-619-239-426-4
- Антонио Грамши за политиката. 2020, Том 2, второ издание – печатно, ISBN 978-619-239-427-1
- Вилфредо Парето за политиката. 2020. Том 1, второ издание – печатно ISBN 978-619-239-467-7
- Вилфредо Парето за политиката. 2020. Том 2, второ издание – печатно ISBN 978-619-239-468-4
- Жорж Сорел за политическото насилие. 2021. Том 1, второ издание – печатно. ISBN 978-619-239-590-2
- Жорж Сорел за политическото насилие. 2021. Том 2, второ издание – печатно. ISBN 978-619-239-591-9
- Политическата стигматизация. 2021. Второ издание – печатно. ISBN 978-619-239-593-3
- Политическият нихилизъм 2021. Второ издание – печатно. ISBN 978-619-239-600-8
- Политическата апатия. 2021. Второ издание – печатно. ISBN 978-619-239-598-8
- Загадките на политическата хаптика. 2021. Второ издание – печатно. ISBN 978-619-239-599-5
- Гражданските религии. 2021. Второ издание – печатно. ISBN 978-619-239-592-6
- Политическата имагология. 2022. Второ издание – печатно. ISBN 978-619-239-781-4
- Политическият манталитет. 2022. Второ издание – печатно. ISBN 978-619-239-777-7
- Политическият хепънинг. 2022. Второ издание. Авангард Прима – печатно. ISBN 978-619-239-776-0
- Политическите илюзии. 2022. Второ издание. Авангард Прима – печатно. ISBN 978-619-239-780-7
- Политическите утопии. Том 1. Второ издание. Авангард Прима – печатно. ISBN 9789-619-239-778-4
- Политическите утопии. Том 2. Второ издание. Авангард Прима – печатно. ISBN 978-619-239-779-1
- Що и консервативен социализъм и има ли той почва у нас. 2023. Първо издание, електронно. ISBN 978-954-2982-49-4.
- Още веднъж за Ги Дебор и Обществото на спектакълв. В 2 тома. Том 1. 2023. Авангард Прима, Второ издание – печатно. ISBN 978-619-239-893-4.
- Още веднъж за Ги Дебор и Обществото на спектакъла. В 2 тома. Том 2. 2023. Авангард Прима. Второ издание – печатно. ISBN 978-619-239-894-1.
- Емпатия и политика. 2023. Второ издание. Авангард Прима, ISBN 978-619-239-904-7.
- Политологически етюди. 2025. Първо издание – електронно. ISBN 978-954-2982-58-6
- Политическият нарцисизъм. 2025. Второ -.печатно - издание. Авангард Прима. ISBN
- Политологически ракурси. 2025. Първо издание - електронно. ISBN 978-954-2982-60-9..